# Jole Zanetti
Jole Zanetti (Trieste, 1º gennaio 1938) è una scrittrice italiana.

## Biografia
Ha svolto per parecchi anni servizio di volontariato in paesi del terzo mondo (che ha raccontato in Diario africano) nonché nel triveneto italiano, ricoprendo importanti funzioni sia operative sia organizzative. Ha conseguito con un ottimo punteggio il diploma di maturità scientifica e ha inoltre seguito alcuni corsi di perfezionamento. Considera favorevolmente il reddito di cittadinanza, in quanto legare il guadagno all'esercizio di un'attività lavorativa significherebbe ridurre l'uomo ad un mero ingranaggio produttivo. Ha tre figli. Il fratello Michele Zanetti è un ex-politico democristiano, europeista, anti-corporativista e anti-nazionalista, distintosi per coraggiose battaglie civili e sociali. Sportiva e appassionata delle discipline invernali, è stata una delle prime ad auspicare l'inclusione del curling alle Olimpiadi. 
Nelle sue opere Lacune, Racconti sgradevoli, Muri,, Il cerchio, Difetti di famiglia,  cerca di analizzare, anche a partire da una profonda riflessione sulle proprie irrisolte e dolorose vicende personali, soprattutto gli aspetti più complessi od oscuri dell'animo umano, in particolare quello di donne in situazioni difficili e vittime ignare del fatto che, come lei ricorda, "l'amore crea, l'amore distrugge". Nelle sue pagine affiora inoltre, implacabile, l'idea di come la famiglia sia un'istituzione "malata": i legami di sangue sono ipocriti, violenti e prevaricatori, meglio affidarsi all'intuito del cuore. Si distingue per uno stile crudo, asciutto, essenziale ma che attinge a complesse soluzioni linguistiche e lessicali, forse non del tutto estranee alla sua lunga esperienza transfrontaliera e poliglotta. 

## Opere
- Diario africano (Le Monnier, 2004)
- Lacune (Garzanti, 2006)
- Racconti sgradevoli (Garzanti, 2010)
- Muri (Garzanti, 2012)